# Parti des droits de l'homme
Le Parti des droits de l’Homme est un parti politique cambodgien, actuellement dans l'opposition.

## Historique
Il a été fondé le 22 juillet 2007 par Kem Sokha ancien président du centre cambodgien des droits de l'homme, une ONG qui organisait notamment des forums et des conférences dans les campagnes, où les villageois pouvaient faire part de leurs griefs contre le pouvoir en place. Ce serait la demande réitérée d'un grand nombre de ces villageois qui l'aurait décidé à créer ce parti.
Il se présente aux élections législatives de juillet 2008 avec notamment l'engagement de faire adopter et rendre effective une loi anti-corruption conforme aux normes internationales. Il ne peut toutefois pas empêcher le Parti du peuple cambodgien de remporter une victoire écrasante et le Parti de Sam Rainsy de devenir le principal parti d'opposition. Le Parti des droits de l’Homme devient néanmoins la troisième force politique du pays avec 6,6 % des votes et trois sièges à l'Assemblée nationale.
Le 15 janvier 2009, Kem Sokha et Sam Rainsy signe une déclaration commune avalisant la création d'une alliance nommé le mouvement démocratique pour le changement ; il est prévu de présenter des listes conjointes lors des prochaines élections, et pourquoi pas un jour, fusionner.

## Structures
Le Parti des droits de l’Homme tire l'essentiel de son financement de dons provenant des Cambodgiens vivant à l'étranger.
Il a adopté un système de limitation des pouvoirs contrairement aux autres principaux partis qui sont généralement dominés par un seul homme. Ces dirigeants sont élus lors d’une convention. Ainsi, outre Kem Sokha, on retrouve dans le comité de direction du parti trois personnes aux parcours très différents : Son Soubert, Kéo Rémy et Pen Sovan qui ont le même pouvoir que le président. Il n'en demeure pas moins que, pour beaucoup, le parti reste difficilement dissociable de son fondateur.
Toutefois, pour éviter qu'il ne devienne celui d'un seul homme, il prévu dans les statuts de limiter à deux le nombre de mandats du président.

## Critiques
Lors de sa création, le parti a eu à essuyer des critiques provenant de plusieurs bords.
Certains prétendent que la fondation de ce parti visait à diviser et affaiblir l'opposition et aurait été encouragée en sous-main par le pouvoir en place. Ces allégations semblent toutefois peu crédibles, vu les critiques que Kem Sokha a depuis longtemps émises contre les dirigeants actuels.
D'autres, notamment dans la société civile s'agacent qu'un parti puisse se prétendre « des droits de l'homme ». En outre, plusieurs organisations de protection des droits de l'homme avaient aussi demandé à Kem Sokha de changer en juin 2007 le nom de son parti pour éviter « une confusion des genres entre les activités politiques du parti, et celles des ONG qui sont, quant à elles, réellement indépendantes et au service de l'intérêt général » ; Kem Sokha répond que le respect des droits de l'homme étant le principal fondement du parti, il est essentiel d'y faire référence dans le nom.